# 北京翠明庄宾馆
39°54′54″N 116°24′22″E / 39.91493°N 116.406156°E
北京翠明庄宾馆（Jade Garden Hotel）是位于中国北京市东城区南河沿大街1号的一座酒店。

## 历史
翠明庄所在的地产原属于京剧演员梅兰芳于1930年代购买，梅兰芳原准备在此建设一座戏院。但未及建造，抗日战争便爆发。随后，日军占领北平，在此块土地上建起一座高级招待所，名叫“翠明庄”。抗日战争胜利后，该房产由国民政府接管，归励志社使用，后来又成为总部设在南京的美军后勤部北京分部。
1946年1月，国共双方签署了《关于停止国内军事冲突的协定》。为协商军队问题并监督停战令的执行，成立“军事调处执行部”（简称“军调部”）。1946年1月，中共代表叶剑英、国民政府代表郑介民、美国代表罗伯逊在北京饭店宣布成立“军事调处执行部”，办公地设在协和医院。中共代表团的主要办公及居住地设在翠明庄。翠明庄实际上成为当时中共在北平城内公开的接待、通讯、联络机构。
中华人民共和国成立后，翠明庄成为中共中央组织部招待所，接待中央及省、区、市领导和各级组织系统干部，被誉为“党员干部之家”。周恩来曾在此接待外国友人。
1995年，北京市人民政府将翠明庄列为北京市文物保护单位。 1996年，翠明庄在旧址上按照原貌重建。1998年12月31日，北京翠明庄宾馆在修缮一新的翠明庄开业。2000年9月18日，北京翠明庄宾馆获北京市旅游局评为三星级饭店。后来，北京翠明庄宾馆升格为四星级酒店。2015年，北京翠明庄宾馆被北京老字号协会认定为北京老字号。

## 建筑
翠明庄的建筑在20世纪末全部进行了翻建，规模扩大，大门被改变，但临街主体式样仍保留原状。
此建筑采用中西合璧式，周围有绿琉璃瓦顶灰砖围墙。
- 大门：坐西朝东，硬山调大脊顶，覆绿琉璃瓦，带吻兽与小兽。[2]
- 主楼：灰清水砖墙，砖混结构。东西向面阔十三间，宽约10米，长约49米。中部三开间是三层半，覆四角攒尖顶，入口大门位于楼体正中，大门上及二层上部覆以中式屋顶。大楼梯厅在门厅两侧。中部两侧翼楼为二层楼客房，庑殿顶，覆带走兽顶绿琉璃瓦，檐下饰以青绿彩画。[2]